# (4973) Showa
(4973) Showa (1990 FT) – planetoida z pasa głównego asteroid okrążająca Słońce w ciągu 6,36 lat w średniej odległości 3,43 j.a. Odkryta 18 marca 1990 roku.